# Psychotria clivorum
Psychotria clivorum là một loài thực vật có hoa trong họ Thiến thảo. Loài này được Standl. & Steyerm. miêu tả khoa học đầu tiên năm 1944.